# Srae Ambel (comuna)
Srae Ambel es una comuna (khum) del distrito de Srae Ambel, en la provincia de Koh Kong, Camboya. En marzo de 2008 tenía una población estimada de 12 676 habitantes.
Se encuentra ubicada al suroeste del país, en la zona de los montes Cardamomo y cerca de la costa del golfo de Tailandia.